# Câlnic (Gorj)
Câlnic è un comune della Romania di 2312 abitanti, ubicato nel distretto di Gorj, nella regione storica dell'Oltenia.
Il comune è formato dall'unione di 9 villaggi: Câlnic, Câlnicu de Sus, Didilești, Găleșoaia, Hodoreasca, Pieptani, Pinoasa, Stejerei, Vâlceaua.